# Cúp các câu lạc bộ đoạt cúp bóng đá quốc gia châu Á 1991–92
Đội vô địch Cúp các câu lạc bộ đoạt cúp bóng đá quốc gia châu Á 1991–92, giải thi đấu bóng đá được tổ chức bởi AFC, được liệt kê bên dưới.

## Vòng Một

### Tây Á
| Đội 1   | TTS        | Đội 2     | Lượt đi | Lượt về |
| ------- | ---------- | --------- | ------- | ------- |
| Sharjah | 2-2 (a)    | Dhofar    | 2-1     | 0-1     |
| Al Sadd | 2-2 (2-4p) | Kazma     | 1-1     | 1-1     |
| Al Nasr | 4-2        | Al Ansar  | 2-1     | 2-1     |
| Al Ahli | 1-2        | Al Ramtha | 1-0     | 0-2     |
| Al Ahli | miễn đấu   |           |         |         |
| Malavan | miễn đấu   |           |         |         |

### Đông Á
| Đội 1        | TTS       | Đội 2              | Lượt đi | Lượt về |
| ------------ | --------- | ------------------ | ------- | ------- |
| Nissan       | 6-0       | Geylang            | 6-0     | 0-0     |
| Pupuk Kaltim | 9-01      | Karachi Port Trust | 6-0     | 3-0     |
| Abahani KC   | 0-1       | East Bengal        | 0-0     | 0-1     |
| Sinugba      | miễn đấu2 |                    |         |         |

1 Pupuk Kaltim tham gia với tư cách á quân giải vô địch Indonesia 1990 vì mùa giải 1990-92 chưa kết thúc 

2 Đại diện của Hàn Quốc bỏ cuộc

## Vòng Hai (Tây Á)
| Đội 1     | TTS      | Đội 2   | Lượt đi | Lượt về |
| --------- | -------- | ------- | ------- | ------- |
| Al Nasr   | 2-0      | Al Ahli | 2-0     | 0-0     |
| Al Ramtha | 2-1      | Dhofar  | 1-0     | 1-1     |
| Malavan   | miễn đấu |         |         |         |
| Kazma     | miễn đấu |         |         |         |

## Tứ kết
| Đội 1        | TTS     | Đội 2   | Lượt đi | Lượt về |
| ------------ | ------- | ------- | ------- | ------- |
| Al Ramtha    | 1-1 (a) | Malavan | 0-0     | 1-1     |
| Kazma        | 1-3     | Al Nasr | 0-1     | 1-2     |
| East Bengal  | 1-7     | Nissan  | 1-3     | 0-4     |
| Pupuk Kaltim | (w/o)1  | Sinugba |         |         |

1 Sinugba bỏ cuộc trước lượt đi

## Bán kết
| Đội 1     | TTS | Đội 2        | Lượt đi | Lượt về |
| --------- | --- | ------------ | ------- | ------- |
| Al Ramtha | 1-3 | Al Nasr      | 0-1     | 1-2     |
| Nissan    | 2-0 | Pupuk Kaltim | 2-0     | 0-0     |

## Chung kết
| Đội 1   | TTS | Đội 2  | Lượt đi | Lượt về |
| ------- | --- | ------ | ------- | ------- |
| Al Nasr | 1-6 | Nissan | 1-1     | 0-5     |

### Lượt đi
| Al Nasr             | 1–1 | Nissan                 |
| ------------------- | --- | ---------------------- |
| Walid Al Torayr 72' |     | Koichi Hashiratani 04' |

### Lượt về
| Nissan                                                     | 5–0 | Al Nasr |
| ---------------------------------------------------------- | --- | ------- |
| Everton 35' · Carlos Renato 37', 52', 62' · Matsuhashi 70' |     |         |

## Đội vô địch
| Cúp các câu lạc bộ đoạt cúp bóng đá quốc gia châu Á 1991-1992 Nissan Danh hiệu đầu tiên |